# クルト・ボーデヴィヒ
クルト・ボーデヴィヒ（ドイツ語: Kurt Bodewig、1955年4月26日 - ）は、ドイツの政治家。

## 経歴
1955年4月26日、西ドイツ・ノルトライン＝ヴェストファーレン州ラインベルクに生まれた。
ドイツ社会民主党に入党し、ゲアハルト・シュレーダー率いる第1次シュレーダー内閣では交通建設住宅大臣を務めた。また、NGOグローバルパネルの会員でもある。